# 達連山脈
達連山脈是南美洲的山脈，橫跨哥倫比亞西北部和巴拿馬東部，全長35公里，平均海拔高度437米，最高點海拔高度1,875米，該地區每50年發生6至7次地震。